# Дизажио
Дизажио (лат. Disagio) — величина скидки от номинальной стоимости, с которой продается товар. Обычно дизажио выражается в процентах от номинала.
Противоположностью дизажио является ажио.

## Пример
Если сказано, что облигация номинальной стоимостью 100 рублей продается с дизажио 5 %, то значит цена её равна 95 рублям (100 рублей минус 5 % от 100 рублей).